# سروآباد
سروآباد شهری در بخش مرکزی شهرستان سروآباد استان کردستان غرب ایران است.
سروآباد با ارتفاع ۱,۲۸۰ متر، در ‌۴۵۵ کیلومتری غرب جنوبی تهران و ۵۵‌ کیلومتری غرب سنندج، در درّۀ غربی کوه کرّه میانه، در ۲‌ کیلومتری شرق راه سنندج به مریوان، قرار دارد.

از روستاهای تابعه این شهر می‌توان به روستای تاریخی اورامان تخت و روستای بزرگ دزلی اشاره کرد. 

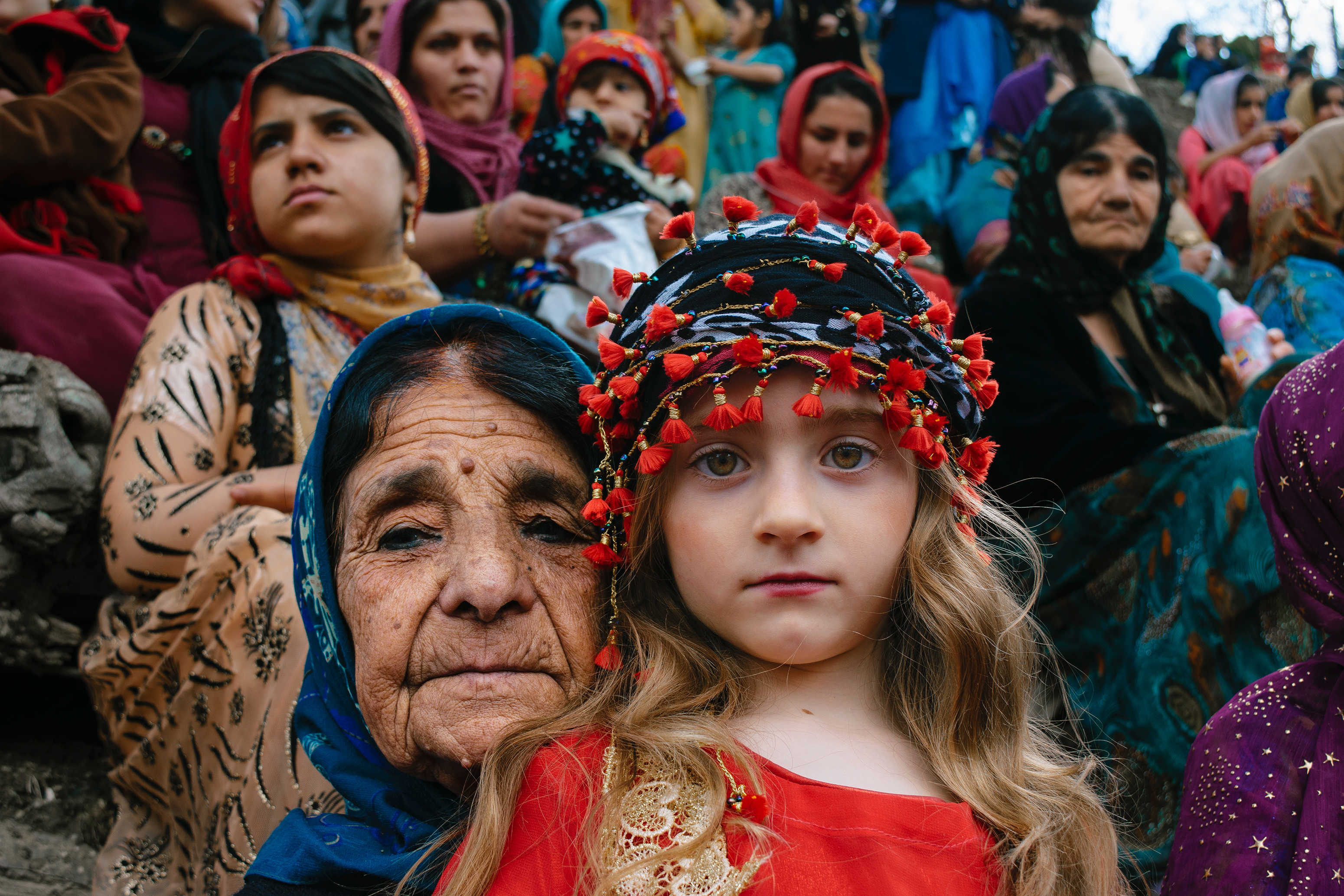
نگاره‌ای از یک دختر کرد و مادربزرگش در شهرستان سروآباد

در سروآباد، زبان کردی به عنوان زبان مادری و زبان فارسی به عنوان زبان آموزش و مکاتبات رسمی، توسط اهالی شهر مورد استفاده قرار می‌گیرند.

## جمعیت
بر پایه سرشماری عمومی نفوس و مسکن در سال ۱٤٠٠ جمعیت این شهر ٩٢٠٠ نفر (٢٤٩٩ خانوار) بوده‌است.